# 古市場 (川越市)
古市場（ふるいちば）は、埼玉県川越市東南部の大字。旧入間郡古市場村。郵便番号は350-0014。

## 地理
川越市の東南部に位置し、北部を今泉、東部を久下戸、東南部を渋井、富士見市東大久保、新河岸川を跨いだ南部をふじみ野市滝、同じく新河岸川を跨いだ西部をふじみ野市福岡、東北部をふじみ野市川崎と接している。この川崎の一部は新河岸川を越えて東岸に大きく張り出しており、橋を渡らずに往来できる。地域西南辺を新河岸川が流れている。新河岸川に沿った低地にあたり、農地・住宅地として利用されている。旧来の集落を含む住宅地は西北から東南に縦貫する富士見川越バイパス（旧富士見川越有料道路）より西部の県道沿い及び新河岸川の土手沿いにあり、東部は主に短冊状の水田を中心とした農地になっている。地内南端に城北埼玉中学校・高等学校があり、学校に付随する運動場等の諸施設が広い面積を占めている。西辺の福岡との間には養老橋（埼玉県道56号さいたまふじみ野所沢線）があり、往来が可能である。
西武バスの路線のある東武東上線上福岡駅または大宮駅、あるいは自家用車などで川越線南古谷駅を利用することが可能である。

### 河川
- 新河岸川 - 西辺を南流している一級河川。かつては水運に利用された。

## 歴史

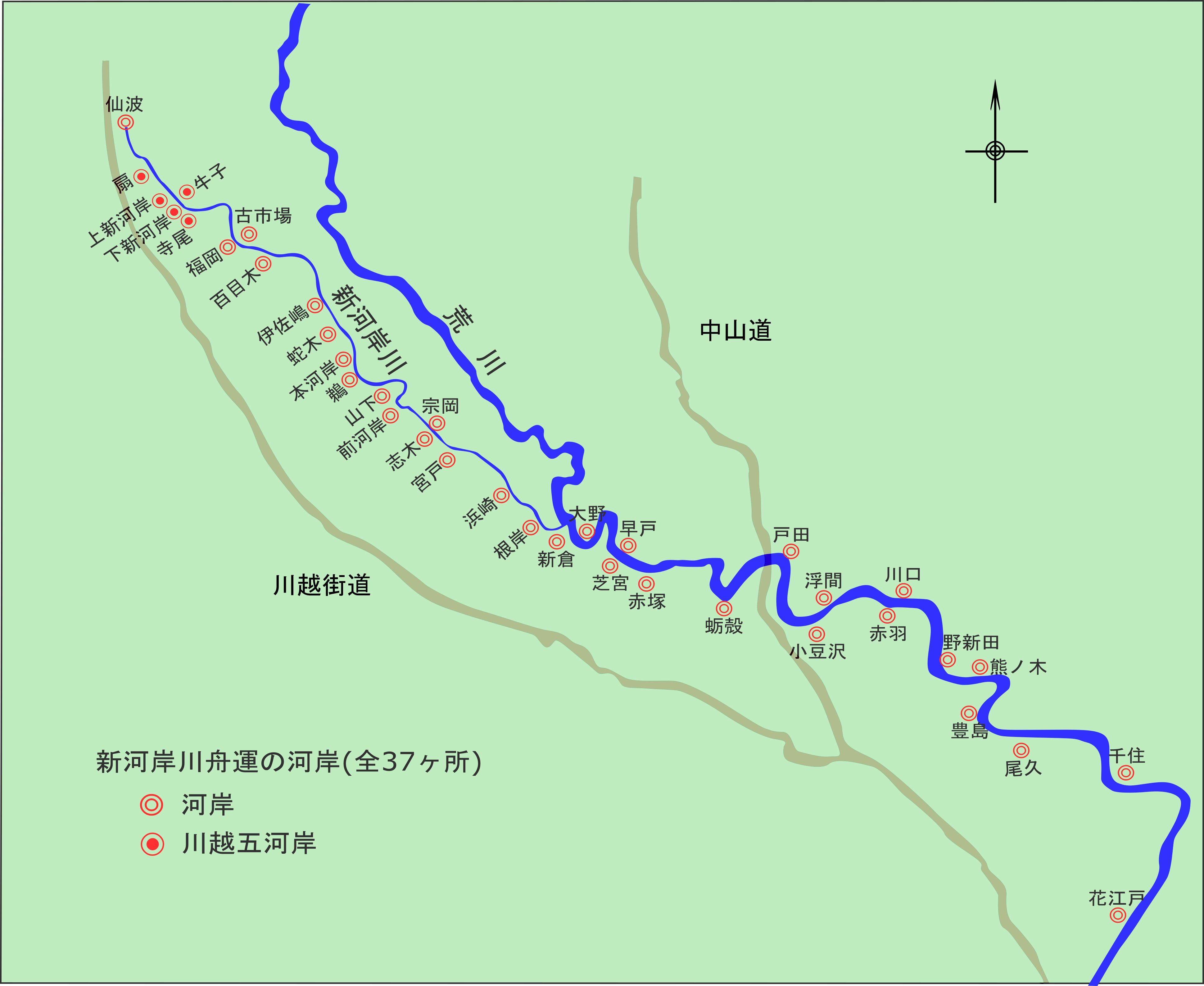
新河岸川の河岸場

古くは古尾谷郷仙波庄に属した。南久我原1号古墳が発掘され、古くから人の居住があったことがわかる。また、和名抄における入間郡郡家郷も近隣にあるという説もある。かつては伊佐沼の水を引いて用水とし僅かな水田と多くの畑に利用していたが、たびたび水害と旱害に見舞われた。澁井村と同じく江戸初期に川越藩主松平信綱が入国の後、その御料所となったが、5、6年後には河越城付の村になった。『新編武蔵風土記稿』では家数60。この時代の小名として玄海、いどか谷、くぐ窪、やながつほ、外せん、経塚、中道上、ささら窪、栗久保、篠原久保、あたけ、出口が挙げられる。
江戸時代末期に呉服屋を創業した橋本屋による橋本三九郎醤油醸造所が明治中期に建てられ、福岡河岸の対岸に当たる養老橋の東岸に新設された古市場河岸からここで醸造された醤油を新河岸川の舟運で輸送していた。この醤油は「上本」という銘柄で1970年頃まで製造されていた。またこの河岸は持ち舟1艘のみで橋本屋の醤油の輸送のみに従事していた。また、この橋本屋は1909年から1932年までこの地で橋本銀行として金融業を営んでいた。銀行の建物は閉鎖後、南古谷村役場として使われた。
明治時代に入って1889年（明治22年）4月1日の町村制施行に伴い、入間郡古市場村連合戸長役場区域にあった古市場村は同区域にあった澁井村及び並木村連合戸長役場区域にあった牛子村・今泉村・南田島村・久下戸村・並木村・木野目村と合併し南古谷村の大字のひとつとなった。1876年（明治9年）の人口は524人。1955年（昭和30年）4月1日、南古谷村は高階村・名細村・霞ヶ関村・山田村・古谷村・大東村・福原村と共に川越市に編入され、古市場は川越市の大字のひとつとなった。1977年（昭和52年）に着工された富士見川越有料道路は1981年（昭和56年）に供用開始され、2009年（平成21年）には料金徴収期間を終了し無料開放された。

### 史跡
- 古市場河岸跡 - 養老橋東岸。対岸のふじみ野市福岡に福岡河岸記念館があり、当時の舟運、回漕店の様子を再現している。
- 南久我原1号古墳[7]

## 世帯数と人口
2017年（平成29年）10月1日現在の世帯数と人口は以下の通りである。
| 大字   | 世帯数  | 人口    |
| ------ | ------- | ------- |
| 古市場 | 547世帯 | 1,378人 |

## 小・中学校の学区
市立小・中学校に通う場合、学区は以下の通りとなる。
| 番地 | 小学校               | 中学校               |
| ---- | -------------------- | -------------------- |
| 全域 | 川越市立南古谷小学校 | 川越市立南古谷中学校 |

## 交通

### バス
- 西武バス大34系統・大34-1系統（所沢駅東口・中富-上福岡駅入口-大宮駅西口） - 古市場西停留所及び古市場南停留所が埼玉県道56号さいたまふじみ野所沢線沿いに存在している。
- 川越市コミュニティバス・川越シャトル - 地内の北端をかすめている。過去には地内に停留所が設けられていたが、シャトルバスの見直しに伴う再編により、消滅。なお、現在は41系統の今泉停留所が地内北端から至近距離である。
  - 41系統 : 新河岸駅東口 - 藤木 - 今泉 - 南古谷市民センター - 南古谷駅 - 伊佐沼公民館 - 埼玉医大

過去の路線（現在は廃止）
- 43系統：南古谷駅 - 古市場西 - 古市場南 - 下久下戸公民館 - 埼玉医大 - 総合福祉センター

### 道路
- 国道254号バイパス（富士見川越バイパス）- 国道463号から分岐し、富士見市内・ふじみ野市内を通過して川越市内に至っている。
- 埼玉県道56号さいたまふじみ野所沢線 - 所沢・ふじみ野市上福岡から養老橋を渡って当地を通り、渋井交差点で国道254号バイパスと平面交差、東大久保交差点で埼玉県道113号川越新座線と交差、治水橋を渡って大宮に至っている。

## 施設
- 城北埼玉中学校・高等学校
- 古市場公民館
- 氷川神社 - 地内北端。巨大な忠魂碑を持つ[4]。
- 薬師堂
- 阿弥陀堂